# Line Mode Browser
Der Line Mode Browser ist ein minimalistischer Webbrowser, der über eine Kommandozeile bedient wird. Er war der erste Webbrowser, der für alle gängigen Betriebssysteme zur Verfügung stand und somit das World Wide Web allgemein zugänglich machte. Entwickelt wird er vom W3C (ursprünglich vom CERN).

## Funktionsweise
Um möglichst auf jedem Rechner und Betriebssystem – auch auf einfachen Terminals – zu funktionieren, ist die Benutzerschnittstelle extrem simpel gehalten: Man kann in einer Kommandozeile Befehle eingeben und diese mit der Eingabetaste absetzen. Daraufhin wird die angeforderte Webseite zeilenweise – wie bei einem Fernschreiber – auf den Schirm geschrieben (daher der Name „Line Mode Browser“). Man kann nicht mit den Pfeiltasten in der angezeigten Webseite auf- und abscrollen wie beim etwa ein Jahr später erschienenen Lynx – der Cursor bleibt immer in der Kommandozeile, wie in einer Unix-Shell. Stattdessen wird mit der Eingabetaste (also mit einem „leeren Befehl“) eine Bildschirmseite nach unten geblättert und mit „up“ wieder nach oben.
Die Links werden durchnummeriert und die Nummern in eckigen Klammern jeweils nach dem Link angezeigt. Ein Link kann dann durch Eintippen seiner Nummer aufgerufen werden. Zurückblättern kann man mit dem Befehl „back“, neue Seiten werden mit „go http://…“ aufgerufen (es genügt, den ersten, fettgedruckten Buchstaben zu tippen).
Die Darstellung der Webseiten beschränkt sich auf die Urversion von HTML: Es wird nur plain text verwendet, d. h. Fett- und Kursivdruck oder verschiedene Schriftgrößen sind nicht möglich. Stattdessen werden z. B. Überschriften in Großbuchstaben geschrieben, durch eingefügte Leerzeichen zentriert und durch Leerzeilen vom Fließtext abgesetzt.

## Geschichte
Schon in Tim Berners-Lees erstem Projektvorschlag vom März 1989, aus dem in weiterer Folge das World-Wide-Web-Projekt am CERN in Genf (Schweiz) wurde, findet sich die Anforderung, dass Web-Dokumente unabhängig von Rechner und Betriebssystem für jeden lesbar sein müssen. „Universal readership“ (englisch: allumfassende Leserschaft) wurde auch später als fundamentales Konzept beibehalten. Der erste Webbrowser, mit dessen Entwicklung Tim Berners-Lee im Oktober 1990 begonnen hatte, lief aber nur auf NeXT-Computern. Um diesem Mangel abzuhelfen, wurde im November 1990 Nicola Pellow (damals Praktikantin am CERN) beauftragt, den Line Mode Browser zu entwickeln.
Weihnachten 1990 waren beide Browser präsentationsreif. Im August 1991 machte Berners-Lee das Projekt und den Line Mode Browser in der Newsgruppe alt.hypertext bekannt. Im Oktober 1991 wurde eine Installation des Line Mode Browsers als anonymes Telnet-Service gestartet, wodurch man nun mit jedem Telnet-fähigen Rechner oder Terminal auf das WWW zugreifen konnte, ohne selbst einen Browser installiert zu haben. Im Januar 1992 wurde die erste stabile Version 1.1 des Line Mode Browsers zum Download veröffentlicht, nachdem er schon vorher (im Paket mit dem ersten Webserver und einer Library) der Hochenergiephysik-Community zugänglich gemacht worden war.
Die nun allgemeine Verfügbarkeit des World Wide Web verhalf dem Projekt zu breiterem Interesse innerhalb des CERN und anderen Laboratorien wie z. B. dem DESY.
Nach der Gründung des World Wide Web Consortiums 1994 wurde auch die Weiterentwicklung des Line Mode Browsers von diesem übernommen. Heute spielt er als Browser keine Rolle mehr, nachdem sich Lynx als bevorzugter Nur-Text-Browser durchgesetzt hat. Als Beispiel-Applikation wird er aber in der Library Libwww weiter gepflegt.